# Heodes aetnea
Heodes aetnea är en fjärilsart som beskrevs av Turati 1911. Heodes aetnea ingår i släktet Heodes och familjen juvelvingar. Inga underarter finns listade i Catalogue of Life.